# Denis Boubals
 (avril 2025).
Motif : absence totale de sources secondaires centrées sur cette personne, indépendantes et pérennes. Notoriété non démontrée selon WP:CGN
- Archive Wikiwix
- Bing
- Cairn
- DuckDuckGo
- E. Universalis
- Gallica
- Google
- G. Books
- G. News
- G. Scholar
- Persée
- Qwant
- (zh) Baidu
- (ru) Yandex
- (wd) trouver des œuvres sur Wikidata

| 1. | Préciser le motif de la pose du bandeau. | Précisez le motif de la pose du bandeau en utilisant la syntaxe suivante : {{admissibilité à vérifier\|date=août 2025\|motif=remplacez ce texte par le motif}}                     |
| 2. | Informer les utilisateurs concernés.     | Pensez à avertir le créateur de l'article, par exemple, en insérant le code ci-dessous sur sa page de discussion : {{subst:avertissement admissibilité à vérifier\|Denis Boubals}} |

Denis Boubals (1926-2007) a été l'un des plus importants agronomes spécialistes en viticulture œnologie au XXe siècle, avec d'autres œnologues de réputation internationale comme Jean et Pascal Ribéreau-Gayon, Émile Peynaud, Denis Dubourdieu, Michel Rolland. Ses connaissances en matière agricole, viticole, ampélographique et vinicole sont immenses, et ont profondément influencé ces domaines très spécialisés. Membre correspondant de l'Académie d'agriculture de France et vice-président de l'Office International du Vin, dont il reçut le « Premier prix », il s'est rendu célèbre pour ses recherches sur la génétique et la pathologie de la vigne. Il fut commandeur de l'Ordre national du mérite agricole en France et distingué aussi par des pays comme l'Espagne, l'Italie ou le Chili.

## Biographie
Fils de Marthe, née Carrié, et de Joseph Boubals, viticulteur à Bédarieux, il vint au monde le 2 mars 1926. Après ses études secondaires, il entra à la Faculté des sciences de Montpellier à la fin de la Seconde Guerre mondiale,  puis intégra l'École nationale supérieure agronomique de la même ville. Il obtint un diplôme d'ingénieur agronome et d'œnologue en 1948 puis son doctorat es-sciences naturelles dix ans plus tard après avoir soutenu une thèse sur la transmission génétique de la résistance au phylloxera,.
Il rejoignit l'Institut national de la recherche agronomique, comme assistant puis Directeur de Recherche. Il quitta cet institut, en 1975, pour une chaire de viticulture à l'École nationale supérieure agronomique de Montpellier (ENSAM). Ce fut à ce poste qu'il créa le Domaine expérimental du Chapitre à Villeneuve-lès-Maguelone, legs de la famille Sabatier d'Espeyran.
Denis Boubals est un ampélographe renommé.
Il prend sa retraite en 1995 tout en continuant à voyager pour les besoins de ses recherches et de ses conférences, admiré de tous ceux qu'il avait formés et des membres des institutions qui avaient fait appel à ses services. Il avait épousé Rose-Marie Falandry, en 1951, qui lui avait donné deux enfants. Il est décédé le 24 novembre 2007.

## Distinctions
- Commandeur de l'ordre du Mérite agricole

## Travaux

### En France
Dans le cadre de la modernisation de la viticulture languedocienne, il préconisa le remplacement des vieux cépages locaux par des cabernet sauvignon, sauvignon blanc, merlot et autre chardonnay. Ce qui lui a valu d'être surnommé « l'apôtre de cabernet sauvignon ». Pour lui, la relance des vins de qualité dans ce vignoble passait par la plantation de cépages améliorateurs. Les cabernets et chardonnays, furent plantés en plaine, tandis que la syrah et le mourvèdre, en assemblage avec le grenache noir, occupèrent les coteaux les mieux exposés.
Fervent partisan de la mécanisation des vendanges, il fut à l'origine, en 1968, de l'introduction en France de la première machine à vendanger, d'origine américaine. Fortement améliorée, celle-ci permit avec de nouveaux modèles à l'industrie agricole française de devenir leader mondial sur ce marché. Cette mécanisation impliqua de nouveaux modes de conduite pour la vigne : recépagement, mise sur fil de fer, taille adaptée, etc. qui furent faites sur ses conseils. Alors qu'il avait pris sa retraite, au début des années 2000, il indiqua que les vignes de syrah dégénéraient génétiquement, après 10 ou 15 ans, et, sur ses conseils, fut mise en place une méthode pouvant leur permettre d'être encore en plein rendement après 35 ans.

### À l'étranger
Sa carrière prit très tôt une dimension internationale. Au cours des années 1960, dans les Nouvelle-Galles du Sud, alors que personne ne soupçonnait la présence du chardonnay en Australie, il a identifié ce cépage dans un vignoble de Mudgee. Cette découverte fut à l'origine de son essor sur ce continent. En 1963, il a alerté les viticulteurs des États-Unis du risque qu'ils couraient en utilisant un porte-greffe, le clone AXR1 Davis, insuffisamment résistant au phylloxéra. De 1970 à 1990, ses prédictions se révélèrent si justes qu'une grande partie des vignobles de la Napa Valley fut infestée. Et ce fut l'ensemble du vignoble qui dut être replanté.
Dans le cadre de ses activités professionnelles, Denis Boubals a visité nombre de vignobles mondiaux et leurs producteurs. Ses conclusions ont le plus souvent conduit à des avancées qualitatives de la production. Surtout dans les pays où ses élèves prirent sa suite et suivirent sur place ses méthodes. Ce fut le cas en 1978, en Uruguay où il indiqua dans son rapport que la viticulture et la vinification dans ce pays avaient 50 ans de retard. La modernisation de ce secteur et sa réussite ont été faites sur ses indications. Il fit de même en Chine, en 1997 et en Thaïlande en 1999.

## Directeur de publication
Entre 1977 et 2005, le professeur Boubals a été le directeur de publication et l'éditorialiste de la revue bimensuelle Le Progrès Agricole et Viticole, fondée en 1883 par Léon Degrully. Après 29 ans à la tête de cette revue scientifique et technique, dont il marqua profondément l'esprit, il a passé le relais au professeur Alain Carbonneau.